# Haller (Luxemburg)
Haller (en luxemburguès: Haler; en alemany: Haller) és una vila de la comuna de Waldbillig, situada al districte de Grevenmacher del cantó d'Echternach. Està a uns 25 km de distància de la ciutat de Luxemburg.